# Maria Gstöttner
Maria Gstöttner (Sankt Pölten, 8 febbraio 1984) è una calciatrice austriaca, centrocampista del Neulengbach.

## Carriera
Legata alla società dell'omonimo centro abitato del distretto di Sankt Pölten-Land, in Bassa Austria, fin dal 1998, Maria Gstöttner ha vinto il titolo di Campione d'Austria  per dodici volte consecutive dalla stagione 2002-2003 a quella 2013-2014, 10 ÖFB-Ladies-Cup, la Coppa d'Austria di categoria,, e due ÖFB-Ladies-Supercup nelle edizioni 2003 e 2004. Ha inoltre conquistato il titolo di capocannoniere della ÖFB-Frauenliga, poi ÖFB Frauen Bundesliga, in sei diverse occasioni, cinque di seguito. Grazie a questi risultati ha partecipato a più edizioni della UEFA Women's Champions League, fino all'edizione 2008-2009 denominata UEFA Women's Cup, laureandosi capocannoniere del torneo nel 2004 con 11 reti davanti all'italiana Chiara Gazzoli (10).
Ha inoltre più volte indossato la maglia della nazionale austriaca giocando la sua ultima partita il 19 novembre 2011 in occasione delle qualificazioni al campionato europeo di Svezia 2013.

## Palmarès

### Club
- Campionato austriaco: 12

Neulengbach: 2002-2003, 2003-2004, 2004-2005, 2005-2006, 2006-2007, 2007-2008, 2008-2009, 2009-2010, 2010-2011, 2011-2012, 2012-2013, 2013-2014
- ÖFB-Ladies-Cup: 10

Neulengbach: 2002-2003, 2003-2004, 2004-2005, 2005-2006, 2006-2007, 2007-2008, 2008-2009, 2009-2010, 2010-2011, 2011-2012
- ÖFB-Ladies-Supercup: 2

Neulengbach: 2003 e 2004

### Individuale
- Capocannoniere della UEFA Women's Cup/Champions League: 1

2003-2004 (11 reti)
- Capocannoniere della ÖFB-Frauenliga, poi ÖFB Frauen Bundesliga: 6

2001 (33 reti), 2002 (34 reti), 2003 (28 reti), 2004 (26 reti), 2005 (22 reti), 2013 (36 reti)